# Cani arrabbiati
Cani arrabbiati är en italiensk poliziottescofilm från 1974 i regi av Mario Bava.
Filmen är baserad på Michael J. Carrolls novell Man and Boy.

## Rollista i urval
- Lea Lander - Maria
- Riccardo Cucciolla - Riccardo
- Maurice Poli - Dottore
- George Eastman - Trentadue
- Don Backy - Bisturi
- Marisa Fabbri - Maria Sbravati